# Погонич (рід)
Погонич (Porzana) — рід журавлеподібних птахів родини пастушкових (Rallidae). Включає види, що зустрічаються в Америці, Євразії та Австралії, а також в Африці взимку.

## Види
Включає три види. У минулому до цього роду відносили більшу кількість видів, але більшість із них віднесено до нового роду Zapornia.
- Погонич звичайний (Porzana porzana)
- Погонич бурий (Porzana fluminea)
- Погонич каролінський (Porzana carolina)